# Voo Avia Traffic Company 768
O voo Avia Traffic Company 768 foi um voo regular de passageiros de Bisqueque para Osh, Quirguistão. Em 22 de novembro de 2015, o Boeing 737-300, que estava operando o voo, estava chegando perto de Osh e tocou com força o suficiente para cortar o trem de pouso principal esquerdo e direito. A aeronave derrapou na pista com o motor esquerdo sendo arrancado de sua montaria. Não houve mortes no acidente, mas 14 pessoas ficaram feridas.

## Acidente

### Aeronave
A aeronave envolvida era um Boeing 737-3YO, prefixo EX-37005, originalmente entregue à Philippine Airlines em 1990; mais tarde foi vendida para a Garuda Indonesia, Citilink e Sama Airlines antes de ser vendida para a Avia Traffic Company em 2011. A aeronave tinha 25 anos no momento do acidente. A aeronave foi baixada após o acidente.[carece de fontes?]

### Pouso
A aeronave originalmente partiu do Aeroporto de Krasnoyarsk, na Rússia, para Osh, mas desviou para Bisqueque devido ao nevoeiro em Osh. Depois que o tempo melhorou, a tripulação partiu para Osh. Observadores de solo relataram que a visibilidade se deteriorou para cerca de 150 m (492 ft).[carece de fontes?]
A aeronave estava realizando uma aproximação ILS à pista 12 de Osh por volta das 07:56L (01:56Z), mas tocou com força, causando o colapso do trem de pouso e a separação da aeronave. A aeronave saiu da pista e passou por terrenos acidentados, o motor CFM International CFM56 do lado esquerdo foi separado e o motor do lado direito sofreu danos substanciais antes que a aeronave parasse cerca de 1 500 m (4 920 ft) do touchdown. Quatro ocupantes receberam ferimentos graves e dez ocupantes receberam ferimentos leves.

## Investigação
A Autoridade de Aviação Civil da Rússia abriu uma investigação sobre o acidente. Relatórios preliminares sugeriram que a aeronave estava realizando uma abordagem ILS à pista de Osh 12, com 50 m (164 ft) de visibilidade no nevoeiro. A tripulação conduziu um giro após um toque duro para baixo e se juntou ao padrão de tráfego, mas durante o padrão de tráfego decidiu desviar para o alternativo e retornar a Bisqueque, mas logo depois recebeu avisos de duas falhas no sistema hidráulico. como falha do motor nº 2, causada pelo trem de pouso direito em colapso. A equipe desligou o motor nº 2 e decidiu realizar um pouso de emergência em Osh, apesar de o tempo estar abaixo dos mínimos seguros. A aeronave pousou com muita força e derrapou na pista.